# Lonnie Holley

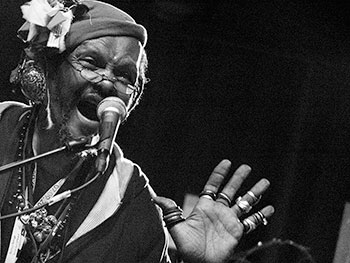
Lonnie Holley 2014 bei einem Konzert in Dänemark

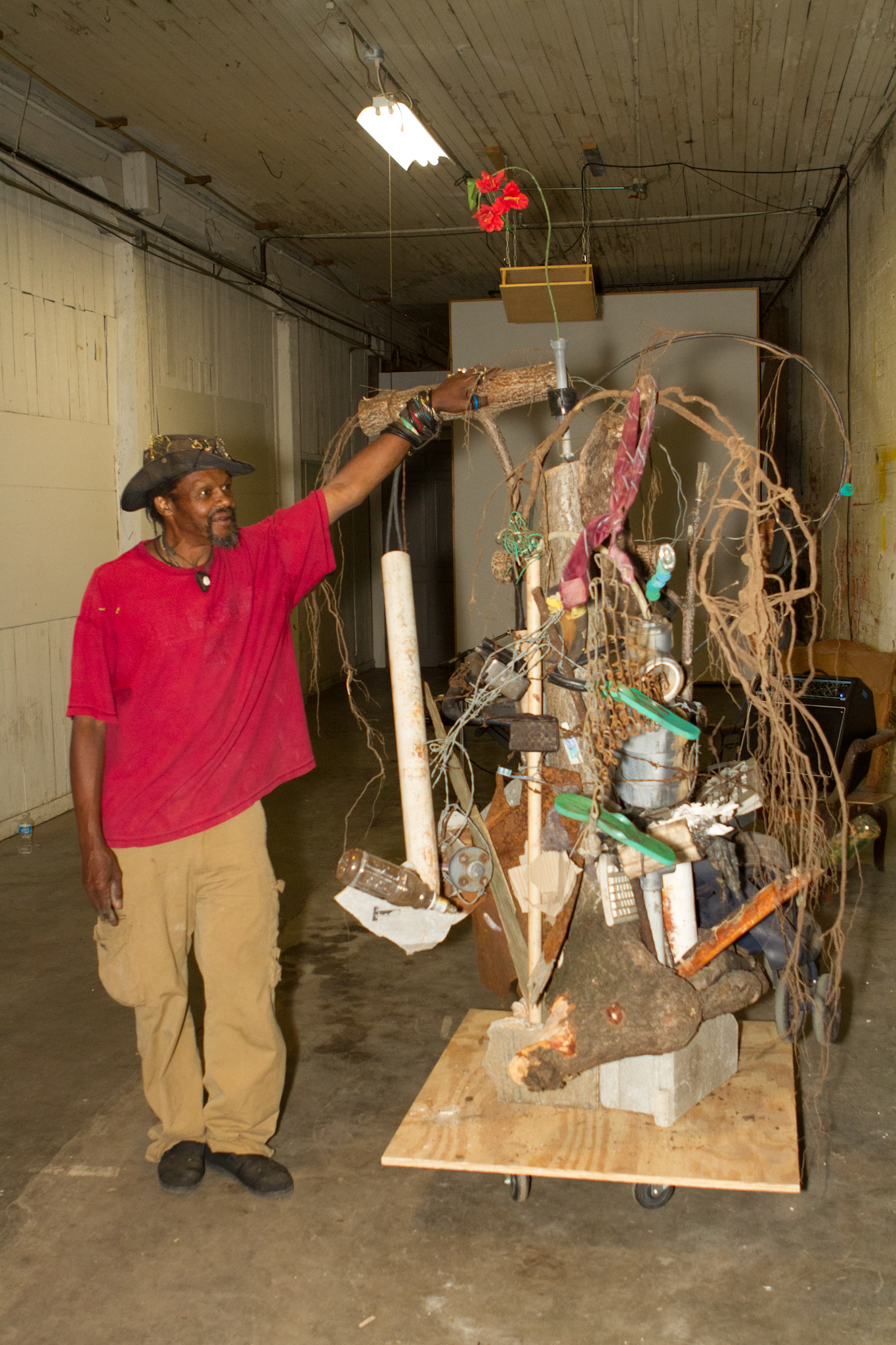
Lonnie Holley mit einer seiner Skulpturen

Lonnie Bradley Holley (* 10. Februar 1950 in Birmingham, Alabama) ist ein US-amerikanischer Künstler.

## Leben und Werk
Lonnie Holley hatte eine ungeordnete Kindheit. Als siebtes von 27 Kindern geboren, wurde er nach eigenen Angaben im Alter von vier Jahren in einem Bordell für ein Pint Whiskey an einen Alkoholschmuggler (bootlegger) verkauft. Nach einer anderen Version ging er seiner leiblichen Mutter auf einer State Fair verloren. Er lebte in verschiedenen Pflegestellen und arbeitete bereits jung verschiedene Jobs, so sammelte er etwa in einem Autokino Müll auf oder wusch Teller in einer Küche.
Mit vierzehn Jahren holte ihn seine Großmutter wieder nach Birmingham zurück. Als bei einem Brand die beiden Kinder seiner Schwester umkamen und kein Geld für Grabsteine vorhanden war, besorgte sich Lonnie Holley Sandstein und stellte daraus selbst die Grabsteine her. Er begann mehr Sandsteinskulpturen herzustellen, womit seine Laufbahn als autodidaktischer Künstler ihren Anfang nahm.
Seit 1979 betätigt er sich in verschiedenen Kunstformen wie Zeichnung, Malerei, Fotografie, Assemblagen, Objektkunst, Performance und Musik. Für seine Skulpturen verwendet er gefundene Objekte und beruft sich auf die älteste Tradition afroamerikanischer Bildhauerei. 1981 wurde Holley von Richard Murray, dem Direktor des Birmingham Museum of Art, entdeckt. Der sorgte dafür, dass Holley in die „More Than Land and Sky“ betitelte Wanderausstellung des Smithsonian Institution aufgenommen wurde. Seine Werke wurden im White House Rose Garden ausgestellt und sind mittlerweile in Sammlungen namhafter Museen vertreten.
Bei Performances improvisiert Holley auch musikalische Stücke, die sich bei jeder Aufführung verändern. 2010 und 2011 nahm er erstmals Stücke in einem Tonstudio auf, die er 2012 auf seinem ersten Album Just Before Music veröffentlichte. Musikexpress.de beschreibt die Musik von Holley als „musikalische Plastiken“.
Lonnie Holley ist Vater von 15 Kindern.

## Diskografie
- 2012: Just Before Music
- 2013: Keeping a Record Of It
- 2018: MITH
- 2020: National Freedom
- 2023: Oh Me Oh My
- 2025: Tonky

## Belege
1. 1 2 3  Frank Sawatzki: Album der Woche: Lonnie Holley – Mith. In: musikexpress.de. 21. September 2018, abgerufen am 4. November 2018.
2. ↑  Kendrick Brinson: Lonnie Holley for FADER. In: kendrickbrinson.com. 11. März 2013, archiviert vom Original (nicht mehr online verfügbar) am 4. November 2018; abgerufen am 4. November 2018 (englisch).  Info: Der Archivlink wurde automatisch eingesetzt und noch nicht geprüft. Bitte prüfe Original- und Archivlink gemäß Anleitung und entferne dann diesen Hinweis.
3. 1 2 3  Lonnie Holley. In: mainstreetgallery.net. Abgerufen am 4. November 2018 (englisch).
4. ↑  Amanda Petrusich: Lonnie Holley’s Glorious Improvisations. In: newyorker.com. 29. Oktober 2018, abgerufen am 4. November 2018.
5. 1 2 3  Bio. In: lonnieholley.com. 26. Januar 2018, abgerufen am 4. November 2018 (englisch).
6. ↑  Rebecca Bengal: Twenty-six siblings and a child labour camp: how Lonnie Holley’s epic life led to the year’s best album. In: The Guardian. 5. Oktober 2018, abgerufen am 4. März 2019 (englisch).
7. ↑  Jenni Zylka: Multikünstler Lonnie Holley: Ein „Sand-Man“ für das Universum. In: deutschlandfunk.de. 15. September 2018, abgerufen am 4. November 2018.
8. ↑  Lonnie Holley: Just Before Music. Dust-to-Digital, 2012, archiviert vom Original (nicht mehr online verfügbar) am 10. November 2018; abgerufen am 4. November 2018 (englisch).  Info: Der Archivlink wurde automatisch eingesetzt und noch nicht geprüft. Bitte prüfe Original- und Archivlink gemäß Anleitung und entferne dann diesen Hinweis.

| Personendaten    | Personendaten                               |
| ---------------- | ------------------------------------------- |
| NAME             | Holley, Lonnie                              |
| ALTERNATIVNAMEN  | Holley, Lonnie Bradley (vollständiger Name) |
| KURZBESCHREIBUNG | US-amerikanischer Künstler                  |
| GEBURTSDATUM     | 10. Februar 1950                            |
| GEBURTSORT       | Birmingham, Alabama                         |